# Runner’s High
Runner’s High, im Deutschen auch Läuferhoch genannt, bezeichnet ein beim Langstreckenlauf sowie in Einzelfällen beim Radsport sowie anderen aeroben Betätigungen auftretendes Hochgefühl. Der Sportler erlebt idealerweise einen schmerzfreien und euphorischen Gemütszustand, der ihn die körperliche Anstrengung vergessen lässt und ihm das Gefühl gibt, „ewig“ weiterlaufen zu können.
Dieser Zustand ist individuell verschieden und tritt, wenn überhaupt, erst ab einer Belastungsintensität von circa 80 Prozent der maximalen Sauerstoffaufnahme auf. Wenn dann die Belastungsintensität geringfügig zurückgenommen wird (z. B. durch leichtes Bergablaufen), ist die Wahrscheinlichkeit einer Endorphinausschüttung, die größer ist als der aktuelle Endorphinbedarf und somit ein Runner’s High auslöst, am größten. Auch beim Gewichtheben kann es durch Enkephaline zu einem ähnlichen Phänomen kommen.
Die Euphorie wurde lange Zeit auf die im Blut nachweisbare Ausschüttung von Endorphinen zurückgeführt. Einer Gruppe deutscher Forscher um Johannes Fuß gelang es aber im Jahr 2015 zu zeigen, dass die Ausschüttung körpereigener Cannabinoide (sogenannte Endocannabinoide) notwendig für das Auftreten des Runner’s High ist. Während die medikamentöse Blockade der Cannabinoid-Rezeptoren das Runner’s High verschwinden ließ, hatte die Blockade der Endorphin-Rezeptoren keinen Einfluss auf das Phänomen.
Letztgenannter Befund konnte von der Arbeitsgruppe im Jahr 2021 auch im Menschen nachgewiesen werden, die keinen Einfluss von Endorphinen auf den euphorischen Gemütszustand und die verringerte Ängstlichkeit nachweisen konnten. Nach einer weiteren 2015 publizierten Studie an Mäusen ist auch das von Fettzellen produzierte Hormon Leptin sowohl für Bewegungsdrang als auch für Hungergefühl verantwortlich und beeinflusst so auch die Ausschüttung des Neurotransmitters Dopamin in Belohnungszentren des Gehirns.
Untersuchungen an Ruderern („Rower’s High“) weisen auf eine soziale Komponente der Hormonausschüttung hin.